# Династия Тэйшон
Династия Тэйшон, династия Тайшон (вьет. Nhà Tây Sơn, тьы-ном 家西山, иногда также «период Тайшон») — период вьетнамской истории с 1778 года по 1802 год, между династиями Поздняя Ле и Нгуенов, который характеризуется крестьянскими восстаниями (бунтами) и децентрализацией государства. 
Тэйшонами иногда называют лидеров крестьянского восстания (братьев Тэйшон, а именно Нгуен Няка, Нгуен Хюэ, Нгуен Лы в районе Тэйшон («Западные горы»; отсюда название)) или самих восставших крестьян. Также народное восстание во Вьетнаме в период с 1771 года по 1802 год называют Восстание Тэйшонов. 

## Предыстория
В XVIII веке Вьетнам находился под властью династии Ле, однако эта власть была только номинальной. Реальная власть принадлежала двум феодальным кланам: на севере князья Чинь контролировали Ханой и императорский двор, а на юге князья Нгуен владели городом Хюэ и всем южным Вьетнамом. Оба клана на словах декларировали верность императору, а на деле воевали друг с другом, чтобы захватить власть над всей страной.
Жизнь народа в этой обстановке была сложна. Земельная собственность концентрировалась в руках нескольких влиятельных семей, чиновники становились всё более коррумпированы, элита общества обогащалась, а крестьяне беднели.
Долгая война между Чинями и Нгуенами завершилась в 1673 году и жизнь на севере страны стала немного легче. Однако, на юге Нгуены ввязались в войны со слабеющей Кхмерской империей, а затем и с сильным государством Сиам. Нгуены обычно побеждали и осуществляли крупные земельные раздачи, однако их популярность всё равно падала.

## Разгром Нгуенов
В 1769 году новый король Сиама, Таксин, начал войну за контроль над Камбоджей. Войну он вёл, в основном, против Нгуенов, и они были вынуждены оставить некоторые недавно завоёванные земли. Эта неудача, а также высокие налоги и коррупция, стали причиной того, что три брата из деревни Тэйшон подняли восстание против князя Нгуен Фук Тхуана.
Тэйшонские братья объявили себя защитниками народа. Через год восстание расширилось и тэйшоны одержали несколько побед в сражениях с войсками Нгуенов, посланными подавить мятеж. Тэйшонов поддержали не только вьетнамские крестьяне, но и некоторые горные племена. Старший из братьев, Нгуен Хюэ, оказался талантливым полководцем.
Нгуен Хюэ заявил, что его цель — покончить со страданиями народа, объединить страну и восстановить власть династии Ле в Ханое. Тэйшоны обещали сместить коррумпированных чиновников и перераспределить землю.
В 1773 году тэйшоны захватили порт Куинён, где их финансово поддержали торговцы, страдающие от законов князей Нгуен.
Нгуены наконец осознали серьёзность восстания и заключили мир с тайцами, уступив им некоторые земли. Однако, в этом году закончилось столетнее перемирие с князьями Чинь, которые возобновили войну и направили армию, чтобы захватить город Хюэ, столицу Нгуенов. Чиньская армия захватила город и вынудила Нгуенов бежать в Зядинь (будущий Сайгон).
Чиньская армия продолжила наступление на юг, а армия тэйшонов в это время так же занимала южновьетнамские города. Нгуены были непопулярны в это время, а их противники были сильны. В 1776 году тэйшоны взяли последний город Нгуенов — Зядинь и устроили резню местных китайцев. Весь род Нгуенов был уничтожен, кроме одного человека по имени Нгуен Фук Ань, которому удалось бежать в Сиам.

## Разгром Чиней
Некоторое время тэйшоны потратили на то, чтобы установить контроль над завоёванными землями Нгуенов. Нгуен Фук Ань оказался упорным противником. Он прятался на островах, подружился с французским миссионером Пьером Пиньо де Беэном и вместе с ним бежал в Сиам, где попросил помощи у короля Таксина. В 1780 году сиамская армия начала вторжение, но несколько лет войны не дали результатов. В 1782 году король Сиама был убит во время восстания.
Покончив с князьями Нгуен, тэйшоны решили разгромить Чиней. В 1786 году Нгуен Хюэ двинулся на север и в течение короткой кампании разбил армию Чиней. Чини были так же непопулярны в стране, а армия тэйшонов заслужила славу непобедимой. Чини бежали в Китай. Нгуен Хюэ женился на Ле Нгок Хан, дочери императоре Ле Хьен-тонга.

## Разгром цинского вторжения
Через несколько месяцев, осознав, что у него нет никакой надежды своими силами вернуть власть, император Ле Хьен-тонг бежал на север, в Китай. Там он обратился с просьбой о помощи к правителю Цинской империи императору Цяньлуну. Воспользовавшись этим, император Цин в 1788 году направил во Вьетнам огромную армию из провинций Юньнань, Гуанси, Гуандун и Гуйчжоу. 200 тысяч солдат двигались тремя колоннами под общим командованием наместника Лянгуана Сун Шии. Используя своё численное превосходство, цинские войска одержали над тэйшонами ряд побед. В крупном сражении на реке Тхонг вьетнамцы потерпели тяжёлое поражение. Почти не встречая сопротивления, цинская армия вошла в столицу Вьетнама — Тханглонг (Ханой). Здесь Сун Шии вручил императору Ле инвеституру. Вокруг столицы была создана линия укреплений. В лагере отступивших южнее тэйшонов Нгуен Хюэ провозгласил себя императором, приняв храмовое имя Тхай-то. Он создал мобильную и дееспособную армию, усиленную флотом, кавалерией и боевыми слонами.
Тхай-то собрал войско и приготовился к битве с армией Цин. Он обратился к своим войскам перед битвой со словами:

Цин вторглись в нашу страну и заняли нашу столицу Тханглонг. В нашей истории то сёстры Чынг боролись против Хань, Динь Тянь Хоанг против Сун, Чан Хынг Дао против монгольской Юань, и Ле Лой против Мин. Эти герои не смирялись, видя, как захватчики грабят нашу страну; они вдохновили народ на борьбу за правое дело и выгнали захватчиков … Цин, забывая, что случилось с Сун, Юань и Мин, вторглись в нашу страну. Мы изгоним их с нашей земли!

В то время как армия Цин праздновала наступление Нового года, армия Нгуен Хюэ внезапно атаковала и разгромила их в битве при деревне Донгда. Это сокрушительное поражение заставило захватчиков вместе с Ле Хьен-тонгом бежать обратно в Китай. Захватчики оставили Тханглонг и, вместе с Сун Шии и императором Ле, бежали. В 1789 году стремительно наступавшие воины Тхай-то ворвались в столицу. Отступавшие из Тханглонга к границе цинские отряды были почти полностью уничтожены. Для восстановления своего престижа Хунли мобилизовал войска во главе с Фукананем. Отдавая себе отчёт в неравенстве сил, Тхай-то возвратил всех пленных, предложил установить добрососедские отношения, и в 1789 году послал в Пекин посольство с дарами. Хунли был вынужден признать Тхай-то правителем Дайвьета (Аннама), а бывшего императора Ле поселить под Пекином. Был восстановлен существовавший уже давно статус Аннама как «данника» Цинской империи. Таким образом, попытка Хунли покорить южного соседа фактически закончилась провалом. Зная, как важна для китайских императоров внешняя сторона дела, Тхай-то лично прибыл в Пекин в 1790 году, чтобы поздравить Хунли с его восьмидесятилетием. В действительности подчинение Аннама Китаю носило чисто формальный характер и почти ни к чему его не обязывало.